# Erdődy

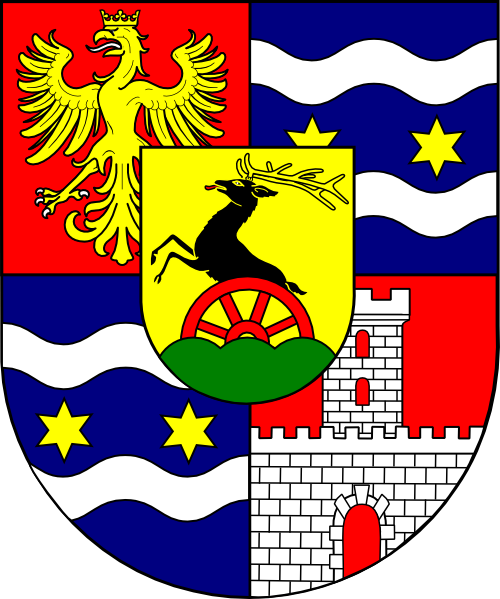
Stemma.

La Erdődy è una famiglia nobile ungherese fondata da Peter Erdődy (morto a Venezia nel 1543), nipote del cardinale Tamás Bakócz.

## Storia
I suoi componenti furono nominati conti nel 1485. Le famiglia è originaria dalla città di Erdőd (Ardud) situata nella regione storica di Szatmár (oggi Satu Mare in Romania). Sono baroni di Monyorokerek (Eberau, oggi piccolo villaggio nel sud del Burgenland, Austria) e conti di Monoszló, oggi in Croazia.
La famiglia Erdödy nasce dalla  famiglia Bakócz. I Bakócz erano originariamente servi della gleba dei Drágffy nella contea di Satu Mare. Dopo aver acquisito ricchezze e maggiore importanza, Tamás Bakócz divenne arcivescovo di Esztergom. Dopo la morte di Thomas Bakócz i suoi poderi furono divisi e il ramo meridionale prese il nome di Erdödy. Sempre più membri della famiglia ottennero importanti nomine, alcuni divennero giudici della Corte Reale, altri bani, vescovi o generali.
La maggior parte della famiglia  Erdödy fuggì durante la prima guerra mondiale, in particolare in Francia e negli Stati Uniti dopo che l'impero austro-ungarico si schierò con la Germania. Dopo il crollo dell'impero austro-ungarico, i possedimenti degli Erdödy negli stati che succedettero alle monarchie diminuirono notevolmente, in parte anche a causa delle espropriazioni forzate dal regime di Béla Kun. Durante la seconda guerra mondiale la famiglia reale della Baviera, imparentati con gli Erdödy, soggiornò nei Castelli di Somlóvár e Vép in fuga dai nazisti.
Il crollo dinastico finale avvenne con l'invasione dell'Armata Rossa che costrinse i discendenti della famiglia a fuggire in Occidente e provocò la completa espropriazione dei beni e delle proprietà.

## Componenti
I componenti più noti della famiglia Erdődy sono:
- Tamas, (1558 - castello di Krapina, Croazia, 1624), figlio di Peter, bano di Croazia, Dalmazia e Schiavonia, succeduto al padre nel 1584, provocò la cacciata dei Turchi dalla Carniola
- Zsigmond (morto nel 1639), figlio di Tamas, sotto gli imperatori Mattia e Ferdinando II lottò contro i Turchi, e fu nominato bano di Croazia
- Sandor (1804-1881), ebbe un ruolo di rilievo sulla scena politica ungherese fino al 1848